# Beetlejuice – Ein außergewöhnlicher Geist
Beetlejuice – Ein außergewöhnlicher Geist ist die kanadisch-US-amerikanische Zeichentrickserienumsetzung des Tim-Burton-Films Beetlejuice aus dem Jahr 1988. Die Serie lief zwischen 1989 und 1991 und besteht aus 94 Episoden in vier Staffeln.

## Handlung
Beetlejuice ist in der Serie zwar kein Bösewicht, aber auch kein braver Mann. Mit seinen Streichen und seinem schwarzen Humor treibt er oft die ganze Niemandswelt in den Wahnsinn. Dennoch ist er ein fröhlicher Geist, dem nichts über eine leckere Portion Küchenschabenchips geht. Wer ebenfalls nicht fehlen darf, ist Lydia, die in der Serie auch mit Schulproblemen oder den verrückten Ideen ihrer Stiefmutter zu kämpfen hat. Im Gegensatz zum Film sind Beetlejuice und Lydia hier eng befreundet.
Adam und Barbara Maitland treten nicht in der Serie auf, es wurden aber neue Charaktere wie zum Beispiel das französische Skelett Jacques und die stepptanzende Spinne Ginger eingeführt. Beetlejuice teilt sich mit den beiden eine Wohngemeinschaft und behandelt sie eher abweisend, obwohl er sie im Grunde gut leiden kann. Auch ein eher glückloser Prinz namens Vince tritt ab und zu in Erscheinung und sogar Gruselautor Edgar Allan Poe hat mit seinem Raben einen kurzen Auftritt.
Wie im Film holt Lydia Beetlejuice herbei, indem sie dreimal seinen Namen ruft. Auch aus dem Film bekannt ist die Wüstengegend, auf dem Beetlejuices einzige Angst, die Sandwürmer, hausen.

## Hauptcharaktere
- Beetlejuice: Der Geist, der am meisten zu bieten hat. Beetlejuice, dessen Name eigentlich Betelgeuse ist, ist frech, ungehobelt und isst gerne Käfer. Obwohl boshaft für ihn ein Kompliment ist, würde er es sich nie verzeihen, Lydia im Stich zu lassen.
- Lydia Deetz: Lydia ist ein Gruftie mit bleicher Haut und schwarzen Haaren, die noch dazu auf unheimliche Dinge steht. Von den meisten Leuten gemieden, wendet sie sich häufig an Beetlejuice, den sie dadurch ruft, indem sie dreimal seinen Namen sagt. Auch wenn er sie häufig in den Wahnsinn treibt, ist ihr der Lottergeist doch ans Herz gewachsen.
- Charles Deetz: Lydias Vater will nichts weiter, als sich entspannen. Dies ist aber bei einem heimlichen Mitbewohner wie Beetlejuice praktisch unmöglich.
- Delia Deetz: Lydias Stiefmutter, die sich selbst für eine große Künstlerin hält, was alle anderen aber sehr bezweifeln. Sie versucht stets, ihre Stieftochter etwas lebenslustiger zu gestalten. Dennoch liebt sie Lydia sehr und versucht, ihr eine gute zweite Mutter zu sein.
- Jacques: Jacques ist ein französisches Skelett, das mit Beetlejuice im „BJ Roadhouse“ wohnt. Er ist sehr höflich und versucht, gut mit Beetlejuice auszukommen. Noch dazu ist er sehr sportlich.
- Ginger: Die Spinne ist eine weitere Mitbewohnerin von Beetlejuice und das einzige Krabbeltier, das Beetlejuice niemals fressen würde. Sie liebt es zu steppen.
- Monster von nebenan: Ein haariges Monster, das in einem texanischen Rinderschädel wohnt. Es trägt Cowboystiefel und einen Hut, der seine Augen verdeckt. Es muss sich ständig über Beetlejuice ärgern.
- Beißer: Der Hund des Monsters und eines von Beetlejuices Lieblingsopfern.
- Sandwurm: Nichts hasst und fürchtet Beetlejuice mehr als Sandwürmer. Sie leben auf dem Saturn und fressen alles, was sie bezwingen können. Sie sind größer als eine Giraffe und legen Eier.

## Synchronisation
| Rolle           | Englischer Sprecher | Deutscher Sprecher             |
| --------------- | ------------------- | ------------------------------ |
| Beetlejuice     | Stephen Ouimette    | Klaus Dittmann                 |
| Lydia Deetz     | Alyson Court        | Tanja Schumann Traudel Sperber |
| Delia Deetz     | Elizabeth Hanna     |                                |
| Charles Deetz   | Roger Dunn          |                                |
| Lipscum         | Harvey Atkin        |                                |
| Claire Brewster | Tara Strong         | Linda Joy                      |
| Bertha          | Tara Strong         |                                |
| Onkel Clyde     | Len Carlson         |                                |
| Prudence        | Paulina Gillis      |                                |
| Prinz Vince     | Hadley Kay          |                                |
| Jacques         |                     | Sven Dahlem                    |
| Ginger          |                     | Traudel Sperber                |

## Film und Serie
Obwohl der Film und die Serie kaum etwas miteinander zu tun haben, gibt es in der Serie einige Anspielungen darauf:
- In der Episode Baby-Terror in Nimmerland singen Beetlejuice und Lydia den Banana Boat Song („Day-Oh“), der ein Markenzeichen des Films war. Noch dazu ist in dieser Episode auch die Brücke zu sehen, auf welcher die Maitlands im Film ihren Unfall erlitten.
- Im Film tanzen die Gäste beim Abendessen unter dem Einfluss der Maitlands. In Die lieben Verwandten machen dies die Verwandten der Deetzes durch Beetlejuice.
- Deliahs Schwester Zipporah trägt in der oben genannten Episode das Kleid, das Deliah im Film beim Essen trägt.

## Episodenliste
|           |                                                                 |                                          |  |  |
| Nr.       | Deutscher Titel                                                 | Originaltitel                            |  |  |
| 1 (1-01)  | Baby-Terror in Nimmerland                                       | Critter Sitters                          |  |  |
| 2 (1-02)  | Die Rock-Schock-Grimassenshow/Die gemeine Skelettplage          | The Big Face Off/Skeletons in the Closet |  |  |
| 3 (1-03)  | Ein Beetlemann für alle Fälle/Aus den Augen, aus dem Sinn       | A Dandy Handy Man/Out of My Mind         |  |  |
| 4 (1-04)  | Der alte Baum hat einen Traum/Romeo und Julia – Beetlejuice-Art | Spooky Tree/Stage Fright                 |  |  |
| 5 (1-05)  | Die Super-Halloween-Party                                       | Laugh of the Party                       |  |  |
| 6 (1-06)  | Im Reich der Sandwürmer                                         | Worm Welcome                             |  |  |
| 7 (1-07)  | Immer Ärger mit den Nachbarn/Camping für Anfänger               | Bad Neighbor Beetlejuice/Campfire Ghouls |  |  |
| 8 (1-08)  | Wir testen den Westen                                           | Pest o’ the West                         |  |  |
| 9 (1-09)  | Claire Brewster, die Nervensäge / Zoff mit Oberst Obst          | Bizarre Bazaar/Pat on the Back           |  |  |
| 10 (1-10) | Völlig auf den Hund gekommen/Rockstar Beetlejuice               | Poopsie/It’s the Pits                    |  |  |
| 11 (1-11) | Prinz Minz von Nimmerland                                       | Prince of the Neitherworld               |  |  |
| 12 (1-12) | Beetlejuice unter Kopfjägern                                    | Quit While You’re a Head                 |  |  |
| 13 (1-13) | Die lieben Verwandten/Beetlejuice hat auch Eltern               | Cousin B.J./Beetlejuice’s Parents        |  |  |

|           |                                                       |                                        |  |  |
| Nr.       | Deutscher Titel                                       | Originaltitel                          |  |  |
| 14 (2-01) | Ein Auto mit Eigenleben                               | Dragster of Doom                       |  |  |
| 15 (2-02) | Schreck lass' nach!/Die Spukboutique                  | Scare and Scare Alike/Spooky Boo-tique |  |  |
| 16 (2-03) | Der große Preis von Nimmerland                        | Driven Crazy                           |  |  |
| 17 (2-04) | Familienurlaub einmal anders                          | Scummer Vacation                       |  |  |
| 18 (2-05) | Der Hexenball                                         | Bewitched, Bothered & Beetlejuice      |  |  |
| 19 (2-06) | Ein neuer Duft/Die Anti-Claire-Kampagne               | n/a                                    |  |  |
| 20 (2-07) | Das Monster von nebenan/Sherlock Heimlichs heiße Spur | n/a                                    |  |  |
| 21 (2-08) | Die Kinderfernseh-Show/Die Käferfarm                  | n/a                                    |  |  |

|           |                                                    |               |  |  |
| Nr.       | Deutscher Titel                                    | Originaltitel |  |  |
| 22 (3-01) | Ein Hundeleben                                     | n/a           |  |  |
| 23 (3-02) | Ein schulmäßiger Schüler                           | n/a           |  |  |
| 24 (3-03) | Auch ein Auto hat ein Herz                         | n/a           |  |  |
| 25 (3-04) | Boris und die Geister                              | n/a           |  |  |
| 26 (3-05) | Doppelt gemoppelt/Ohne Schweiß kein Preis          | n/a           |  |  |
| 27 (3-06) | Der Prinz des Rockn’n’Roll                         | n/a           |  |  |
| 28 (3-07) | Geld regiert auch Nimmerland                       | n/a           |  |  |
| 29 (3-08) | Ein leuchtendes Vorbild/Arbeit macht das Leben süß | n/a           |  |  |

|           |                                          |               |  |  |
| Nr.       | Deutscher Titel                          | Originaltitel |  |  |
| 30 (4-01) | Du warst einmal                          | n/a           |  |  |
| 31 (4-02) | Der rasende Schädel                      | n/a           |  |  |
| 32 (4-03) | Aufstand der Füße                        | n/a           |  |  |
| 33 (4-04) | Das Geheimnis seines Erfolgs             | n/a           |  |  |
| 34 (4-05) | Der wilde Feuerstuhl                     | n/a           |  |  |
| 35 (4-06) | Nach allen Regeln der Kunst              | n/a           |  |  |
| 36 (4-07) | Meine teuflisch reichen Nachbarn         | n/a           |  |  |
| 37 (4-08) | Zwei hirnlose Typen                      | n/a           |  |  |
| 38 (4-09) | Golfturnier in Nimmerland                | n/a           |  |  |
| 39 (4-10) | Zwei Köpfe sind besser als keiner        | n/a           |  |  |
| 40 (4-11) | Ding Dong und die weiße Frau             | n/a           |  |  |
| 41 (4-12) | Die Monsterkekse                         | n/a           |  |  |
| 42 (4-13) | Begegnung mit Edgar                      | n/a           |  |  |
| 43 (4-14) | Schau mir in die Ohren, Kleines!         | n/a           |  |  |
| 44 (4-15) | Die Skelettfängercrew                    | n/a           |  |  |
| 45 (4-16) | Die Stink-Show                           | n/a           |  |  |
| 46 (4-17) | Der Schönheitswettbewerb                 | n/a           |  |  |
| 47 (4-18) | Der Park der Willenlosen                 | n/a           |  |  |
| 48 (4-19) | Im Dorf der Schlafmützen                 | n/a           |  |  |
| 49 (4-20) | Der Austauschschüler                     | n/a           |  |  |
| 50 (4-21) | Die sechsarmige Ritterrüstung            | n/a           |  |  |
| 51 (4-22) | Ohne Witzknochen kein Witz               | n/a           |  |  |
| 52 (4-23) | Urlaub mit Biß                           | n/a           |  |  |
| 53 (4-24) | Seid nett zueinander!                    | n/a           |  |  |
| 54 (4-25) | Das härteste Spiel der Welt              | n/a           |  |  |
| 55 (4-26) | Das Geisterschiff                        | n/a           |  |  |
| 56 (4-27) | Der Wienerwaldgeist                      | n/a           |  |  |
| 57 (4-28) | Wie wäre es ohne Beetlejuice?            | n/a           |  |  |
| 58 (4-29) | Ein Autor hat’s schwer                   | n/a           |  |  |
| 59 (4-30) | In Quarantäne                            | n/a           |  |  |
| 60 (4-31) | Der Schulball                            | n/a           |  |  |
| 61 (4-32) | Sportfest der Geister                    | n/a           |  |  |
| 62 (4-33) | Bürgermeister Beetlejuice                | n/a           |  |  |
| 63 (4-34) | Der Uhr-Großvater                        | n/a           |  |  |
| 64 (4-35) | Sein oder eben Nichtsein                 | n/a           |  |  |
| 65 (4-36) | Der Horrorstar                           | n/a           |  |  |
| 66 (4-37) | Der nette Bruder                         | n/a           |  |  |
| 67 (4-38) | Ein Typ zum Knutschen                    | n/a           |  |  |
| 68 (4-39) | Vorsicht mit Geistern!                   | n/a           |  |  |
| 69 (4-40) | Ein Rezept zum Davonlaufen               | n/a           |  |  |
| 70 (4-41) | Professor Beetlejuice                    | n/a           |  |  |
| 71 (4-42) | Die Monster von nebenan                  | n/a           |  |  |
| 72 (4-43) | Beetlejuice erbt eine Rinderfarm         | n/a           |  |  |
| 73 (4-44) | Moby Dick                                | n/a           |  |  |
| 74 (4-45) | Spinnerkäfer contra Killerwitzbolde      | n/a           |  |  |
| 75 (4-46) | Dr. Siegmund Feucht schafft Abhilfe      | n/a           |  |  |
| 76 (4-47) | Im Kittchen ist ein Zimmer frei          | n/a           |  |  |
| 77 (4-48) | Der Schlitzerpalast                      | n/a           |  |  |
| 78 (4-49) | Ultraman                                 | n/a           |  |  |
| 79 (4-50) | Alter schützt vor Geistern nicht         | n/a           |  |  |
| 80 (4-51) | Zoff im Märchenland                      | n/a           |  |  |
| 81 (4-52) | Der Zauberer von Ätz                     | n/a           |  |  |
| 82 (4-53) | Fernsehfieber                            | n/a           |  |  |
| 83 (4-54) | Die neue Dimension                       | n/a           |  |  |
| 84 (4-55) | Das Geheimnis des Riesenaffen            | n/a           |  |  |
| 85 (4-56) | Unerwünschte Nimmerländer                | n/a           |  |  |
| 86 (4-57) | Fahrlehrer des Grauens                   | n/a           |  |  |
| 87 (4-58) | Rauhbein Hood                            | n/a           |  |  |
| 88 (4-59) | Kopfgeldjäger haben’s schwer             | n/a           |  |  |
| 89 (4-60) | Beetlejuice im Goldrausch                | n/a           |  |  |
| 90 (4-61) | Die gemeine Tanten-Plage                 | n/a           |  |  |
| 91 (4-62) | König ohne Furcht und Adel               | n/a           |  |  |
| 92 (4-63) | Auf der Suche nach der grünen Zunge      | n/a           |  |  |
| 93 (4-64) | Die Reise zum Mittelpunkt von Nimmerland | n/a           |  |  |
| 94 (4-65) | Der doppelte Geist                       | n/a           |  |  |